# Hypogastrura serrata
Hypogastrura serrata är en urinsektsart som först beskrevs av Ågren 1904.  Hypogastrura serrata ingår i släktet Hypogastrura och familjen Hypogastruridae. Arten är reproducerande i Sverige. Inga underarter finns listade i Catalogue of Life.